# Marine de Sainte-Rose
La marine de Sainte-Rose est un port de l'île de La Réunion, un département et région d'outre-mer français dans le sud-ouest de l'océan Indien. Situé sur le territoire de la commune de Sainte-Rose, sur la côte-au-vent, il sert essentiellement de port de pêche. Dominé par le monument Corbett, un monument érigé en l'honneur de Robert Corbet, capitaine britannique ayant autrefois tenté un débarquement – l'attaque de Sainte-Rose – à proximité, il constitue par ailleurs le débouché d'une centrale hydroélectrique, la centrale hydroélectrique de Sainte-Rose.